# Dan Voiculescu (Politiker)
Dan Voiculescu (* 25. September 1946 in Bukarest) ist ein rumänischer Politiker und Unternehmer. Er ist Gründer der Mediengruppe Intact, zu der der Fernseher Antena 1 gehört. Voiculescu gründete die Partidul Umanist Român (PUR), ab 2005 Partidul Conservator (PC), und war bis 2008 deren Vorsitzender. Von 2004 bis 2012 war er Mitglied des rumänischen Senats, von 2008 bis 2012 dessen Vizepräsident.

## Biografie
Dan Voiculescu wuchs in Bukarest in bescheidenen Verhältnissen auf. Nach dem Militärdienst wurde er 1970 Mitarbeiter der Zementfirma ICE Vitrocim und deren Außenhandelsdirektor. Er gilt als Devisenbeschaffer für das Regime unter Nicolae Ceaușescu.
Während der Revolution 1989 war er Teil der Front der Nationalen Rettung. Nach dem Umbruch baute der selbständige Unternehmer Voiculescu die Holding GRIVCO auf, zu der ein kaum überschaubares Geflecht an Firmen gehörte. Kritiker werfen ihm vor, dies mit Vermögen des kommunistischen Geheimdienstes Securitate finanziert zu haben.
1991 gründete Dan Voiculescu eine eigene Partei, die Partidul Umanist Român (Humanistische Partei Rumäniens). Diese hatte nie ernsthafte Chancen, über den Wählerzuspruch zu größerer Bedeutung zu gelangen; das sich gleichzeitig entwickelnde Medienimperium Voiculescus machte sie jedoch für die größeren Parteien interessant. Von der Gründung bis 2005 war Voiculescu Parteivorsitzender; seitdem ist er Ehrenpräsident. Auch nach seinem Rückzug vom Parteivorsitz wird er allgemein als die maßgebliche Person der Partei angesehen, die sich 2005 in Konservative Partei (Partidul Conservator) umbenannte.
2001 gab Voiculescu einen Teil seiner Unternehmen an seine Töchter ab und widmete sich seitdem vorwiegend der Politik. Vor allem über seinen Fernsehkanal Antena 1 versucht Voiculescu nach Einschätzung einheimischer Journalisten und ausländischer Beobachter, Einfluss auf das politische Geschehen Rumäniens zu nehmen.
Von 2004 bis 2006 war die von Voiculescu dominierte Konservative Partei Mitglied der bürgerlichen Regierung von Călin Popescu-Tăriceanu. Im Dezember 2006 verließ sie diese Regierung, nachdem die Koalitionspartner Voiculescu als stellvertretenden Premierminister ablehnten. Grund dafür waren die kurz zuvor vom Nationalen Rat für das Studium der Archive der Securitate (CNSAS) veröffentlichten Erkenntnisse über die Geheimdiensttätigkeit Voiculescus in der Ära Nicolae Ceaușescus. Voiculescu bestritt diese Spitzeltätigkeit vehement oder bezeichnete sie als nicht relevant. Er ging gegen die Behauptungen gerichtlich vor, letztinstanzlich bestätigte das rumänische Kassationsgericht jedoch im März 2011 die Vorwürfe.
Da das rumänische Wahlrecht für Parlamentswahlen eine Fünfprozenthürde festlegt, verfolgt Voiculescu seit mehreren Jahren die Strategie, Listenverbindungen mit größeren Parteien einzugehen, so 2004 und 2008 mit den Sozialdemokraten. Als Gegenleistung bietet er die Unterstützung seiner einflussreichen Medienunternehmen bei Wahlkämpfen an. Bei den Parlamentswahlen 2004 und 2008 gelang ihm der Einzug in den rumänischen Senat, als dessen Vizepräsident er Ende 2008 gewählt wurde.
Voiculescu war ein erklärter Gegner des ehemaligen Staatspräsidenten Traian Băsescu. 2007 betrieb er erfolglos dessen Absetzung. Er gilt als Organisator des großen, Anfang 2011 gegründeten Oppositionsbündnisses aus Sozialdemokraten, Nationalliberalen und Konservativen.
Das Vermögen Voiculescus wurde im Oktober 2010 von der Tageszeitung Gândul auf umgerechnet 180 Millionen Euro geschätzt. Die taz gab im März 2011 1,5 Milliarden Euro an. Ein großer Teil davon stammt aus öffentlichen Aufträgen.

## Haftstrafe
Am 8. August 2014 verurteilte das Berufungsgericht Rumäniens in Bukarest Dan Voiculescu wegen Geldwäsche und Betrugs zu zehn Jahren Haft. Zusätzlich ordnete es ein Ämterverbot für die Zeit der Haftstrafe zuzüglich 5 Jahre nach Verbüßung gegen ihn an. Während dieser Zeit ist ihm jegliche Ausübung leitender Funktionen im In- und Ausland untersagt.
Voiculescu wurde am 7. März 2007 anonym angezeigt. Ab dem 30. März 2007 nahm die Nationale Antikorruptionsbehörde (DNA) wegen Geldwäsche und Betrugs die strafrechtliche Verfolgung auf. Voiculescu hatte durch sein Unternehmen GRIVCO (ehemals Crescent) Geld gewaschen und betrügerisch Immobilien und Grundstücke zu ungewöhnlich günstigen Preisen erworben, wodurch dem rumänischen Staat ein Schaden von etwa 60 Mio. Euro entstand.
Voiculescu und seinen Anwälten gelang es, das Verfahren sieben Jahre lang hinauszuzögern. Ab dem 3. Juli 2014 hatte er unter gerichtlicher Aufsicht gestanden. Unmittelbar nach dem Urteil wurde Dan Voiculescu in den Bukarester Distrikt Rahova eskortiert, wo er die Haftstrafe antreten musste. Das Urteil beinhaltete die Einziehung weiterer Vermögensteile Voiculescus.
Nachdem er ein Drittel seiner Haftstrafe abgesessen hatte, kam er am 18. Juli 2017 nach wiederholtem Antrag seiner Anwälte auf Bewährung aus dem Gefängnis frei.
Seit Dezember 2019 steht Voiculescu im sogenannten „Prozess der Revolution“ erneut vor Gericht. In dem Prozess wirft die Anklage Voiculescu und Ion Iliescu vor, während der Revolution von 1989 mit „einer umfangreichen Kampagne der Desinformation“ über vermeintlich Ceaușescu-treue Kräfte eine Art „Terroristenpsychose“ geschaffen und in der Folge bürgerkriegsähnliche Zustände provoziert zu haben, um sich „in den Augen der Bevölkerung Legitimität zu verschaffen“. Zu diesem Zeitpunkt war das Diktatorenehepaar Ceaușescu bereits entmachtet; drei Viertel der Opfer des Aufstandes starben jedoch danach in Schießereien und Straßenkämpfen durch die Hand von vermeintlichen Terroristen.[veraltet]